# Portugal International 1970
Die Portugal International 1970 fanden vom 15. bis zum 17. Mai 1970 im Liceu Pedro Nunes in Lissabon statt. Es war die sechste Auflage dieser internationalen Titelkämpfe von Portugal im Badminton.

## Finalergebnisse
| Disziplin    | Sieger                       | Finalist                    | Ergebnis           |
| ------------ | ---------------------------- | --------------------------- | ------------------ |
| Herreneinzel | Erich Linnemann              | José Azevedo                | 18-14, 15-3        |
| Dameneinzel  | Peggy Brixhe                 | Isabel Rocha                | 12-11, 11-2        |
| Herrendoppel | Anton Sauter Erich Linnemann | José Bento Marques da Costa | 14-18, 15-11, 15-9 |
| Damendoppel  | Helena Dias Isabel Rocha     | Peggy Brixhe Lavínia Pais   | 12-15, 15-7, 15-9  |
| Mixed        | José Bento Isabel Rocha      | Erich Linnemann Helena Dias | 9-15, 15-12, 15-6  |